# Волков, Евгений Новомирович
Евге́ний Новоми́рович Во́лков (род. 25 сентября 1956, Иваново) — российский учёный, психолог, социолог. Кандидат философских наук, доцент. Специалист по конфликтологии, интервенции и новым религиозным движениям, эксперт по социальному воздействию и критическому мышлению, судебный эксперт по уголовным делам, связанным с психологическим насилием, переводчик научной литературы.

## Биография
Родился 25 сентября 1956 года в Иваново. Жил в Красноярске, Пензе, Подмосковье, Сарове, на Южном (г. Озёрск) и Среднем (г. Лесной) Урале.
В 1973—1978 годы учился на историко-филологическом факультете Горьковского университета, который окончил 23 июня 1978 года по специальности «Историк, преподаватель истории и обществоведения». Его научным руководителем был Андрей Мерцалов.
В 1978—1980 годах по распределению работал в Пензенском политехническом институте.
В 1982—1986 годах учился в аспирантуре по философии в Горьковском государственном институте инженеров водного транспорта, там же занимался исследованиями социальной психологии малых групп, в области разрешения конфликтов, в социологии и политологии.
29 июня 1990 года в Горьковском государственном университете защитил диссертацию на соискание учёной степени кандидата философских наук по специальности «Социальная философия» по теме «Историческая типологизация коллективов и корпораций» (междисциплинарная диссертация по типологии малых групп — история, социальная психология, социология, философия). Научным руководителем был специалист по социальной философии, доктор философских наук, профессор Горьковского (Нижегородского) института инженеров водного транспорта Владилен Израитель (отец Сергея Кириенко).
С сентября 1990 по декабрь 1992 года доцент кафедры труда и социального управления Нижегородского регионального института повышения квалификации для руководителей и специалистов агропрома.
С февраля 1993 по октябрь 1994 года научный руководитель в Нижегородском Психолого-педагогическом молодёжном центре.
C апреля 1994 по 2001 год доцент кафедры общей психологии Нижегородского государственного педагогического университета.
С сентября 1994 по июнь 1995 года доцент кафедры политологии Волго-Вятского кадрового центра.
C 2003 года преподаватель президентской программы по подготовке управленческих кадров (Нижегородский образовательный консорциум).
С сентября 2004 года по август 2012 года — доцент кафедры общего и стратегического менеджмента факультета менеджмента Национального исследовательского университета — Высшей школы экономики (Нижегородский филиал).
С 1 сентября 2005 по 1 сентября 2006 года — доцент кафедры управления человеческими ресурсами НИУ ВШЭ г. Москва.
В 2005—2010 годах — преподаватель курсов по программе MBA в Нижегородском филиале ГУ—ВШЭ.
Доцент кафедры общей социологии и социальной работы Нижегородского государственного университета им. Н. И. Лобачевского (диплом от 20.03.1996 г.)
До весны 2001 года был консультантантом Департамента по связям с общественностью Администрации Нижегородской области и пресс-службы губернатора, заместителем председателя общественного экспертного совета.
С 1997 по 2000 год — член Исполнительной дирекции Межрегиональной «Коллегии юридических психологов».
С 2007 года член экспертной комиссии по регистрации религиозных организаций при Администрации Нижегородской области.
С ноября 2007 года соучредитель Международного Института социального и психологического здоровья.
С 2008 года член экспертно-аналитического совета по проблемам социально-экономического развития при Губернаторе Нижегородской области.
Член Правления «Союза защиты семьи и личности» (Украина).
С 2011 года член Межконфессионального консультативного совета при главе администрации города Нижнего Новгорода.
10 июля 2023 г. выступал с интервью для подкаста "Неправильные эксперты" на платформе mave.digital . Тематика выступления: "Деструктивные культы и антикультовое движение в России - кричащие о себе проблемы российского общества"
Член Европейской федерации центров по исследованию и информированию о сектантстве (FECRIS).
Член Международной ассоциации исследования культов (ICSA).
Член Российской ассоциации «Телефоны экстренной помощи», с 1993 по 2000 год член её Совета.
Автор более 150 научных работ, переводчик и научный редактор 17 книг по психологии и ряда статей по истории, политологии, социальной и практической психологии.
Переводил «Энциклопедию заблуждений», труды С. Хассена, Р. Чалдини, Дж. Лалич, Ф. Зимбардо и др. Научный редактор русского издания книги Р. Дж. Лифтона «„Исправление мышления“ и психология тоталитаризма» (Thought Reform and the Psychology of Totalism) и др. Публикации в журналах «Школьный психолог», «Журнал практического психолога», «Вестник Нижегородского университета им. Н. И. Лобачевского», «Социология», «Здоров’я України — ХХІ сторіччя». Докладчик ряда научных конференций.[каких?]
Имеет Благодарность Министерства образования и науки РФ за участие в социально-сетевом проекте «Общественная экспертиза главы „Общее образование“ проекта федерального закона „Об образовании в Российской Федерации“», 29 апреля 2011 года (письмо № 1400442) и Диплом Фонда «Общественное мнение» «за ценный вклад в развитие проекта „Общественная экспертиза закона об образовании“» (апрель 2011).
Как эксперт по манипуляции сознанием и психологическому мошенничеству приглашался журналами «Путь к себе», «Огонёк» и «Коммерсантъ», газетами «Нижегородская правда», «Ведомости» и «Комсомольская правда», интернет-медиа «Брянским городским порталом „vBryanske.com“».

### Общественно-научная деятельность
В апреле—мае 1992 года проходил стажировку по политологии и конфликтологии в Институте по переподготовке и повышению квалификации преподавателей гуманитарных и социальных наук Ростовского Государственного Университета.
В 1993—2001 гоах участвовал в семинарах и тренингах зарубежных и российских психологов. Имеет сертификаты тренера по телефонному консультированию, подготовку по когнитивно-поведенческой терапии и по психодиагностике.
В 1996—2000 годах участвовал в семинарах по проблемам психологического насилия и по воздействию средств массовой коммуникации в ФРГ (Кёльн и Дюссельдорф) и в Нижнем Новгороде.
В период со февраля по май 2000 года стажировался в США в Университете Калифорнии (Санта-Круз) по проблемам психологии влияния и психологического насилия.
В мае—июне 2000 года проходил стажировку-практику в США (Массачусетс) в Новоанглийском институте изучения религии (англ. New England Institute of Religious Research) по консультированию жертв психологического насилия.
С 23 апреля по 25 апреля 2001 года в качестве докладчика принимал участие в проходившей в Нижнем Новгороде международной научно-практической конференции «Тоталитарные секты — угроза XXI века».
В период с 17 сентября по 2 октября 2002 года стажировался в Университете Уорвика (Великобритания) в рамках Инновационного проекта развития образования Национального фонда подготовки кадров Международного банка реконструкции и развития.
В сентябре—декабре 2002 года проходил повышение квалификации в Межвузовском центре по разработке концептуальных основ и содержания гуманитарного образования (ЦГО) при ННГУ имени Н. И. Лобачевского по специальности «Социология».

### Научный руководитель
Под научным руководством Е. Н. Волкова была осуществлена подготовка и защита 4 аспирантов —
- Плотников Михаил Вячеславович — кандидат социологических наук (2007)[25], магистр делового администрирования, доцент кафедры Общего и стратегического менеджмента Нижегородского филиала Национального исследовательского университета — Высшая школа экономики, доцент кафедры Общей социологии и социальной работы ННГУ имени Н. И. Лобачевского, учредитель консалтинговой компании «БИЗНЕС | КЛИНИКА», консультант по управлению и развитию организаций, корпоративный тренер, бизнес-консультант, преподаватель программ МВА, корпоративный тренер, автор и продюсер ряда тренингов и учебных программ[26]
- Сафонова Татьяна Александровна — кандидат социологических наук (2007)[27]
- Брайцева Екатерина Александровна — кандидат социологических наук (2008)[28]
- Чайкин Владимир Николаевич — социолог, кандидат социологических наук[29], специалист по новым религиозным движениям и государственно-конфессиональным отношениям, член Нижегородского религиоведческого общества[30].

### Экспертная деятельность и участие в судебных процессах
В 1994 году проводил по заказу Администрации Нижегородской области экспертизу антинаркотических и антитабачных видеоклипов.
В январе 1997 года по заказу департамента образования Юго-Западного округа г. Москвы проводил экспертизу «Региональной целевой программы по формированию детского и молодёжного движения инструкторов Мира, Здоровья и Согласия на 1996—1997 годы. г. Москва».
В 1998 году участвовал в качестве свидетеля со специальными познаниями в судебном процессе по делу о книге «Десять вопросов навязчивому незнакомцу» А. Л. Дворкина.
В том же году участвовал в комплексной социально-психологической экспертизе текстов и групповой деятельности Церкви сайентологии по уголовному делу, возбужденному Генеральной прокуратурой РФ в отношении «Центров дианетики» и Церкви сайентологии.
В сентябре — октябре 1999 года по поручению нижегородского областного департамента образования и науки принимал участие в служебном расследовании результатов работы на областном сборе с подростками Центра духовного и физического здоровья «Радуга».
В 2000 году по заказу администрации Нижегородской области провёл социально-психологические экспертизы антинаркотических видеоклипов.
В 2002 году участвовал в качестве свидетеля со специальными познаниями (специалиста) в судебном процессе по гражданскому делу № 2-67\04 по представлению прокурора Северного административного округа г. Москвы о ликвидации и запрете деятельности «Религиозной об-щины Свидетелей Иеговы в г. Москве».
В том же году провёл социально-психологическая экспертизы трёх сюжетов информационных программ «Новости» телеканала «Волга» (г. Нижний Новгород) от 06.08, 15.08 и 18.08.2002 г. на предмет об установлении признаков экстремизма в материале видеосюжета.
В ноябре 2003 — августе 2004 годов провёл социально-психологическую экспертизу скандального ток-шоу «Окна» во время судебного процесса по гражданскому делу № 2-650-03 в г. Чебоксары, в ходе которой установил, среди прочего, что передача способна нанести вред нравственному и психологическому здоровью, «поскольку навязывает телезрителям искаженную картину мира с подчеркиванием низменных и отклоняющихся проявлений человеческой сексуальности и человеческого поведения в целом; объективно провоцирует и подкрепляет негативные формы поведения и мышления; эксплуатирует слабости и несовершенства психики как зрителей, так и участников сюжетов без каких-либо реальных признаков результативной нацеленности на позитивные и конструктивные эффекты».
8 февраля 2006 года принимал участие в качестве свидетеля со специальными познаниями (специалиста) в судебном процессе по делу общественной организации «Духовное возрождение северян», г. Архангельск (последователи движения «Сант Мат — Путь Мастеров»), признанной судом деструктивной тоталитарной сектой. По поводу учения секты озвучил единогласное мнение приглашённых экспертов:

Тексты построены так, чтобы их поняли как средство к исцелению. Убеждение в том, что человек является физиологически и биологически вегетарианцем, по сути, информация диетологическая, и должна исходить из компетентных источников, иначе такая практика может привести к отрицательному медицинскому эффекту. Медитация, особенно длительная, имеет также отрицательный аспект. Манипулятивный приём: не даётся ответ на сомнения, лишь убеждение — практикуйся, и ты достигнешь. Если человек не способен вовремя оценить негативные особенности жизни, то это говорит об отсутствии критического мышления. Для людей со слабой психикой и проблемами со здоровьем всё это представляет огромную опасность

## Интересы и убеждения

Е. Н. Волков на отдыхе (май 2011 года)

В область научных интересов Е. Н. Волкова входят социальная психология, критическое мышление, психологические тренинги и консультирование, судебная экспертиза, социология, эволюционная эпистемология, логика, социальная инженерия.

Основная цель в жизни и научных исследований для Е. Н. Волкова 
…реальное и действенное применение достижений психологии на практике, как решая свои проблемы, так и помогая тем, кто в этом нуждается…
…исследование социальной психологии воздействия и влияния, различных форм социально-психологического и идейного насилия, разработка средств профилактики и защиты от деструктивных воздействий. В связи с этим возникает более широкая проблема социально-психологической экологии. Ещё одно направление интересов в том же русле — развитие действительно научной практической психологии в противовес той помеси разнородных концепций и шаманств, которое так процветает сейчас в России…
По мировоззрению Е. Н. Волков — критический рационалист. Любимая книга — «Открытое общество и его враги» К. Поппера.
Из музыкальных стилей любит классику и джаз.

## Критика
В сентябре 2011 года религиовед и заслуженный профессор МГУ им. М. В. Ломоносова И. Я. Кантеров, рассматривая случай экспертизы Е. Н. Волковым книг Рона Хаббарда, охарактеризовал Волкова как лицо, «многие года обличающее „секты“ в зомбировании своих последователей», и указал на то, что по результату повторного судебного процесса «выявилась надуманность такого рода „экспертизы“», поэтому решение о запрете книг было отменено. 20 марта 2012 года Московский областной суд при рассмотрении кассационной жалобы саентологов подтвердил правомерность решения Щелковского суда. Согласно решению Мособлсуда, книга «Что такое саентология?» и некоторые другие брошюры Р. Хаббарда подлежат включению в федеральный список экстремистских материалов и запрету к распространению на территории Российской Федерации.
Наталья Малышева, ректор «Межрегионального общественного учреждения „Институт Расширения Сознания и Гармонизации Личности“» (Рикла), в ответ на определение Волковым Института как опасной оккультно-эзотерической секты, занимающейся мошенничеством, эксплуатацией некомпетентности и некритического доверия людей к подделкам и манипуляторам, выступила с критикой его мировоззренческих и научных позиций и высказала мнение, что сами его методики по им же определённым признакам можно отнести к деструктивным культам.

## Научные публикации
- Волков Е. Н. Преступный вызов практической психологии: феномен деструктивных культов и контроля сознания (введение в проблему) // Журнал практического психолога. — М.: Фолиум. 1996. № 2. — С. 87—93.
- Волков Е. Н. Методы вербовки и контроля сознания в деструктивных культах // Журнал практического психолога. — М.: Фолиум. 1996. № 3. — С. 76—82.
- Волков Е. Н. Основные модели контроля сознания (реформирования мышления) // Журнал практического психолога. — М.: Фолиум. 1996. № 5. — С. 86—95.
- Волков Е. Н. Консультирование жертв интенсивного манипулирования психикой: основные принципы, особенности практики // Журнал практического психолога. — М.: Фолиум. 1997. № 1. — С. 102—109.
- Волков Е. Н. Проблемы защиты семьи от психологической и духовной агрессии деструктивных культов //Семья в новых социально-экономических условиях. Материалы Международной научно-практической конференции: 2—10 октября 1997 г. — Т. 1 / Под ред. проф. З. Х. Саралиевой. — Н. Новгород: Изд-во ННГУ, 1998. — 409 с. — С. 24—29.
- Волков Е. Н. Будущее — автоматизация всех людей плюс гуманизация всех компьютеров? Размышления над книгой Р. Чалдини «Влияние: наука и практика» // Журнал практического психолога. — М., 1999. — № 7. — С. 112—121.
- Волков Е. Н. Анализ жизненного решения: проверка на манипулирование и контроль сознания // Журнал практического психолога, № 1—2, 2000. — С. 126—128.
- Волков Е. Н. Экология третьего тысячелетия // Журнал практического психолога, № 1—2, 2000. — С. 3—7.
- Волков Е. Н. Психологическая агрессия и психологическое насилие: наброски дефиниций основных понятий // Материалы международной научно-практической конференции «Тоталитарные секты — угроза XXI века». Нижний Новгород, 23—25 апреля 2001 г. — Н. Новгород: изд-во Братства св. Александра Невского, 2001. — С. 58—65.
- Волков Е. Н. Социально-психолого-экологический подход к гуманитарной экспертизе (на примере сайентологической доктрины и организации) // Вестник Нижегородского университета им. Н. И. Лобачевского. Серия: Социальные науки. Вып. 1. — Н. Новгород: Издательство ННГУ, 2001. — С. 44—50.
- Волков Е. Н. Психоэкология и организованность добра. Предисловие научного редактора // Хассен С. Освобождение от психологического насилия: деструктивные культы, контроль сознания, методы помощи. — СПб.: Прайм-Еврознак, 2001. — С. 24-32.
- Волков Е. Н. Соблазнительная пропасть лёгкости… и секса. Психокульт: наброски портрета в стиле Синтон // Журнал практического психолога, 2002, № 6.
- Волков Е. Н. Границы смысловых рамок и требования реалистического гуманизма. О попытке Н. И. Козлова получить теоретическую и профессиональную индульгенцию // Журнал практического психолога, 2002, № 6.
- Волков Е. Н. Критерии, признаки, определения и классификации вредящего психологического воздействия: психологическое травмирование, психологическая агрессия и психологическое насилие // Журнал практического психолога, 2002, № 6. — С. 183—199.
- Волков Е. Н. Необходимость конфликта. Тексты и методические материалы к учебному курсу «Конфликтология». / Е. Н. Волков. — Н. Новгород, 2003.
- Волков Е. Н. Ключевые принципы в обеспечении здорового и безопасного взаимодействия людей // Журнал практического психолога, № 6, ноябрь-декабрь 2004. — С. 3—10.
- Волков Е. Н. Психологическое (групповое и манипулятивное) насилие в социальном воздействии: признаки, критерии и конкретные проявления с точки зрения социального психолога / Е. Н. Волков // Журнал практического психолога, 2004, № 6. — С. 72—93.
- Волков Е. Н. Конфликт и толерантность. Тексты, методические материалы и упражнения. / Е. Н. Волков. — Н. Новгород: Нижегородский региональный центр образовательных технологий, 2004.
- Волков Е. Н. Социально-психологические аспекты проблемы внушения / Е. Н. Волков // Пушкин и Калиостро. Внушение в искусстве и в жизни человека. Сборник статей. — СПб.: Пушкинский проект, 2004. — С. 84—105.
- Волков Е. Н. Проблема социально-психологической деструкции в деятельности авторитарно-манипулятивных групп как проблема национальной безопасности / Е. Н. Волков // Журнал практического психолога, 2004, № 6. — С. 107—122.
- Волков Е. Н. Здоровое мышление как средство профилактики и терапии патологического мышления в деструктивных культах. Медиевистика и социальная работа. / Е. Н. Волков. — Н. Новгород: ННГУ, 2004. — С. 175—194.
- Волков Е. Н. Методология и структура социально-психологической экспертизы по ситуациям влияния / Е. Н. Волков // Вестник Нижегородского университета им. Н. И. Лобачевского. Серия: Социальные науки. Вып. 1 (3). — Н. Новгород: Изд-во ННГУ, 2004. — С. 115—125.
- Волков Е. Н. Соблазны глины и воска: документированная реальность «кузниц человеческого счастья» / Е. Н. Волков // Лифтон Р. Технология «промывки мозгов»: Психология тоталитаризма. — СПб.: Прайм-Еврознак, 2004.
- Волков Е. Н. Ключевые принципы в обеспечении здорового и безопасного взаимодействия людей /Е. Н. Волков // Журнал практического психолога, 2004, № 6. — С. 3—10.
- Волков Е. Н. Социально-психологическая эксплуатация как сторона социального взаимодействия и её деструктивные свойства / Е. Н. Волков // Социология. 2005. № 1. — С. 61—70.
- Волков Е. Н. Организационная конфликтология: учебно-методическое пособие / Е. Н. Волков. — Н. Новгород: НФ ГУ-ВШЭ, 2005. — 70 с.
- Волков Е. Н. Критическая рефлексия и эволюция организаций / Е. Н. Волков, М. В. Плотников // Организация в фокусе социологических исследований: материалы международной научно-практической конференции. В 2-х т. — Т. 1. — Н. Новгород: Изд-во НИСОЦ, 2005. — С. 112—118.
- Волков Е. Н. Девиация как проба и как ошибка: перспектива эволюционной эпистемологии и критического рационализма для разумного социального контроля и индивидуального самоконтроля (Девиация и социальный контроль в свете эволюционной эпистемологии и критического рационализма) // Девиация и делинквентность: социальный контроль: Сб. материалов международной конференции. В 2-х т. — Т. 2 / Под общ. Ред. проф. З. Х. Саралиевой. — Н. Новгород: Изд-во НИСОЦ, 2006. — С. 57—59.
- Волков Е. Н. Жанровая типология способов внушения в психологии и около неё // Журнал практического психолога, 2006, № 1. — С. 77—87.
- Волков Е. Н. Взаимодействие внушающего и внушаемого в зеркале социальной психологии // Журнал практического психолога, 2006, № 1. — С. 67—76.
- Самулеева М. В., Волков Е. Н. Противодействие манипулятивному воздействию в социальном взаимодействии // Современные проблемы в области экономики, менеджмента, социологии, бизнес-информатики и юриспруденции: Материалы 4-й научно-практической конференции студентов и преподавателей НФ ГУ-ВШЭ. — Н. Новгород, 2006. — С. 100—103. — ISBN 5-9372-378-5 (ошибоч.).
- Волков Е. Н. Собеседование при устройстве на работу: стратегии и тактики решения проблем / Е. Н. Волков // Галанина М. М., Кондратьева Т. С., Волков Е. Н.// Современные проблемы в области экономики, менеджмента, социологии, бизнес-информатики и юриспруденции: Материалы 5-й научно-практической конференции студентов и преподавателей НФ ГУ-ВШЭ. — Н. Новгород, 2007. — С. 120—122. — ISBN 978-5-93272-450-7.
- Волков Е. Н. Консультирование и виды социального воздействия: что и как делает консультант с научной, социальной и критической точек зрения / Е. Н. Волков // Материалы международной научно-практической конференции «Психологическое консультирование и психотерапия: на стыке наук, времен, культур», 27 сентября — 1 октября 2007 г. — Астрахань: Издательский дом «Астраханский университет», 2007. — С. 7—10.
- Волков Е. Н. (в соавт.) Собеседование при устройстве на работу: стратегии и тактики решения проблем / М. М. Галанина, Т. С. Кондратьева, Е. Н. Волков // Современные проблемы в области экономики, менеджмента, социологии, бизнес-информатики и юриспруденции: материалы 5-й научно-практической конференции студентов и преподавателей НФ ГУ-ВШЭ. — Н. Новгород: НФ ГУ-ВШЭ, 2007. — С. 120—123.
- Волков Е. Н. БезОпасность и СоЗнание. Редакционная статья // Журнал практического психолога, 2008, № 4. — С. 3—7.
- Волков Е. Н. Практичная теория социальной (культовой)зависимости и теоретичная практика консультирования и экспертизы культовых случаев // Феноменология и профилактика девиантного поведения: Материалы Всероссийской научно-практической конференции, 19—20 октября 2007. — Краснодар: Краснодар. ун-т МВД России, 2008. — C. 28—30.
- Волков Е. Н. Эрратотерапия, или Работа над ошибками в режиме интервенции // Исцеление от «рая»: реабилитация и самопомощь при социальной зависимости. — СПб.: Речь, 2008. — С. 193—208.
- Волков Е. Н. Экспертные инструменты определения степени социальной патологии культовых групп (на примере экспертизы церкви саентологии) // Феноменология и профилактика девиантного поведения: материалы II Всероссийской научно-практической конференции, 27—28 октября 2008 г. — В 2-х тт.: Т. 1. — Краснодар: «АСВ-полиграфия», 2008. — С. 70—77.
- Волков Е. Н. Проблемы столкновения семьи с её культовыми эрзацами / Е. Н. Волков // Семья и семейные отношения: современное состояние и тенденции развития / Материалы международной научно-практической конференции. Под ред. проф. З. Х. Саралиевой. — Н. Новгород: НИСОЦ, 2008. — С. 403—407.
- Волков Е. Н., Вершинин М. В., «Источники жизни» или паразиты иллюзий? Что тренируют на (псевдо)тренингах типа Lifespring (МГТО) // Журнал практического психолога, 2008. № 4. — C. 75—98.(копия)
- Волков Е. Н. Культовая травма — травма чего? Зависимость от реальности как социальная зависимость, или Реабилитация критической рациональности. Предисловие и статья научного редактора // В кн.: Исцеление от «рая»: реабилитация и самопомощь при социальной зависимости, 2008. — C. 11—43.
- Волков Е. Н. Верования и сомнения: светские и религиозные (по мотивам К. Поппера) // Конфессии и межконфессиональные отношения в истории и традиции: Материалы Всероссийской научной конференции (Самара, 12-13 декабря 2008 г.) / Отв. редактор А. А. Бельцер. — Самара, 2009. — С. 154—174.
- Волков Е. Н. Глобальный кризис как кризис верований: предложения к массовому повышению грамотности граждан в работе с проблемами и кризисами//Государственное регулирование экономики. Региональный аспект. Материалы Седьмой Международной научно-практической конференции: В 2 т. — Т. II. — Н. Новгород: Изд-во ННГУ имени Н. И. Лобачевского, 2009.(копия)
- Волков Е. Н. Картирование теорий девиации и когнитивное картирование девиантного поведения: методологические подходы и методические требования // Феноменология и профилактика девиантного поведения: материалы III Всерос. научн.-практ. конф., 29—30 окт. 2009 г. — Краснодар: Краснодарский университет МВД России, 2009. — С. 38—42.
- Волков Е. Н. Комплексная психолого-лингвистическая экспертиза манипулятивного воздействия: социально-психологические и когнитивные аспекты // Актуальное состояние и перспективы развития судебной психологии в Российской Федерации: Материалы Всероссийской научно-практической конференции с международным участием, Калуга, 26—29 мая 2010 года. — Калуга: Изд-во КГПУ имени К. Э. Циолковского, 2010.
- Волков Е. Н. Стратегии и технологии социального воздействия в превенции девиантного поведения //Феноменология и профилактика девиантного поведения: материалы IV Всерос. научн.-практ. конф., 28-29 окт 2010. — Т. 1. — Краснодар: Краснодарский университета МВД России, 2010. — C. 5—11.

- Волков Е. Н. Зависимость от реальности. Предположения о когнитивных и социокультурных источниках зависимостей: теоретические модели и практические следствия // Терапія та профілактика психологічних i соціальних залежностей. Збірник статей за матеріалами міжнародноï конференцiï. — 27-28 вересня 2006 року. — Киев, 2007. — С. 44-67.
- Волков Е. Н. Эволюция к свободе, драма ответственности и ловушка культов: основания человеческой зависимости и автономии / Е. Н. Волков // Психологічна безпека та адаптація особистості. Матеріали міжнародної науково-практичної конференції, 7-8 листопада 2007 року, м. Дніпропетровськ. — Дніпропетровськ, 2007. — С. 145—151.
- Волков Е. Н. Здоровое мышление как средство профилактики и терапии патологического мышления в деструктивных культах (англ. Volkov E.N. The healthy thinking as means of preventive maintenance and a therapy of the pathological thinking in destructive cults. The Phenomenon of Cults from a Scientific Perspective. - Crakow, Dom Wydawniczy Rafael, 2007. - P. 398-410. - ISBN 978-83-7569-025-5  (копии статьи — английской языке (недоступная ссылка), на итальянском языке и на немецком языке))
- Волков Е. Н. Основные модели и техники манипулятивно-эксплуатирующего воздействия в деструктивных группах и движениях (культах, сектах) // Религия сегодня. Вып. второй. 2008. — Астана: Национальный информационный ресурсный центр НПО Республики Казахстан (НИРЦ НПО РК), 2008. — С. 30—56.
- Волков Е. Н. Игра в правила без правил: современные деструктивные культы как корпоративный ребрендинг «детей лейтенанта Шмидта» (на примере пропаганды движения Фалуньгун и церкви саентологии) // Международный круглый стол «Информационный экстремизм: правда и вымысел о движении Фалуньгун». Украина, Киев, 13-14 октября 2008. — Киев, 2008. — C. 49—53.
- Волков Е. Н. Воздействие психолога: принципы выбора мировоззренческой позиции и профессионального поведения // Практическая психология в междисциплинарном аспекте: проблемы и перспективы. Материалы Первой Международной научно-практической конференции, 15—16 октября 2008 г., Днепропетровск. — Днепропетровск: 2008.
- Volkov E. N. A game by and against the rules: modern destructive cults as a corporate rebranding of «Lieutenant Schmidt’s children» // The international round table «Information Extremism: Fact and Fiction About The Falun Gong Movement», Ukraine, Kiev, October 13-14, 2008. — Kiev, 2008. — C. 93—101.
- Volkov E. N. Russian Perspectives //I International conference «Cultic Groups in Society: Prevention, Information, and Assistance». — Rome: ICSA, 2010. копия
- Volkov E. N. Mapping thoughts and reality in cognitive and social literacy education and cult counseling: New dimension in preventing and curing from social dependency // 2011 International Conference, Psychological Manipulation, Cultic Groups, Social Addictions, and Harm. — Barcelona: University of Barcelona, 2011.

монографии
- Волков Е. Н. Необходимость конфликта. — Н. Новгород: Центр подготовки персонала ФНС России, 2007. — 64 с.
- Волков Е. Н. Психологическая безопасность. Специальный выпуск. Журнал практического психолога. — Обнинск: ООО «Исследовательская группа „Социальные науки“», 2008.
- Волков Е. Н. Исцеление от «рая»: реабилитация и самопомощь при социальной зависимости. — СПб.: Речь, 2008. — 392 с. — ISBN 5-9268-0720-4.

комментарии
- Волков Е. Н. Комментарии к брошюре секты «Свидетели Иеговы» «Как завести и продолжить разговор на библейскую тему» (14.08.—05.09.2000)

### Научные переводы и редакция
- Ваннессе А. Слушая других: Как велика необходимость высказаться. — Н. Новгород, 1994.
- Джиамбалво К. Консультирование о выходе: Семейное воздействие. Как помогать близким, попавшим в деструктивный культ / Пер. с англ. — Н. Новгород: ННГУ, 1995. — 118 с.
- Дуброу-Айхель, С. Депрограммирование: исследование одного случая. Личные наблюдения за работой группы депрограммистов. — Н. Новгород, 1996, 2000.
- Чалдини Р. Психология влияния. — СПб.: Питер, 1999. — 272 с.
- Нельсон-Джоунс Р. Теория и практика консультирования. — СПб.: Питер, 2000.
- Хассен С. Освобождение от психологического насилия: деструктивные культы, контроль сознания, методы помощи. — СПб.: Прайм-Еврознак, 2001. — 400 с.
- Пратканис Э., Аронсон Э. Эпоха пропаганды. — СПб.: Прайм-Еврознак, 2001;
- Аронсон Э., Пратканис Э. Эпоха пропаганды. — СПб.: Прайм-Еврознак, 2002.
- Лифтон Р. Дж. «Исправление мышления» и психология тоталитаризма. — СПб.: Прайм-Еврознак, 2004.
- Пенни Р. Социальный контроль в сайентологии. Знакомство с методами завлечения в западню; статьи и фрагменты
- Хассен С. Консультирование о выходе: Свобода без принуждения. Убеждения, лежащие в основе моего подхода (отрывки из книги «Борьба с культовым контролем сознания») // Журнал практического психолога, № 1-2, 2000. — С. 88-93.
- Мишель И. Культовая травма и исцеление (отрывки из магистерской диссертации) // Журнал практического психолога, № 1—2, 2000. — С. 94—103.
- Тобиас М., Лалич Дж. Терапевтические проблемы жертв культов (отрывки из книги «Плененные сердца, плененные умы») // Журнал практического психолога, № 1—2, 2000. — С. 104—125.
- Зимбардо Ф., Андерсен С. Объяснение контроля сознания: экзотические и обыденные психологические манипуляции // Журнал практического психолога, № 1—2, 2000. — С. 8—34.
- Кларк Д., Джиамбалво К., Джиамбалво Н., Гарви К., Лангоун М. Д. Консультирование о выходе: практический обзор // Журнал практического психолога, № 1—2, 2000. — С. 57—87.
- Хассен С. Вопросник для сбора информации перед консультированием культиста (из книги «Борьба с культовым контролем сознания») // Журнал практического психолога, № 1-2, 2000. — С. 129—130.
- Чамберс У. В., Лангоун М. Д., Малиноски П. Шкала группового психологического насилия (доклад на Ежегодном собрании АПА) // Журнал практического психолога, № 1-2, 2000. — С. 131—141.
- Тобиас М., Лалич Дж. Культовые отношения и самоанализ своего опыта // Журнал практического психолога, № 1—2, 2000. — С. 142—147.
- Лангоун М. Д. Контрольный список характеристик культа // Журнал практического психолога, № 1—2, 2000. — С. 148—149.
- Росс К., Лангоун М. Д. Является ли беспокоящее поведение вашего сына или дочери результатом вовлеченности в деструктивный культ? (из книги «Культы: что родители должны знать») // Журнал практического психолога, № 1-2, 2000. — С. 150—155.
- Коридон Б. Хаббард: мессия или сумасшедший? (отрывки из критической биографии) // Журнал практического психолога, № 1—2, 2000. — С. 176—188.
- Тобиас М., Лалич Дж. Характерные черты лидера культа (из книги «Плененные сердца, плененные умы») // Журнал практического психолога, № 1—2, 2000. — С. 189—214.
- Гронберг Я. Социальная психология и групповая динамика тоталитаризма // Сайт Евгения Волкова, 2003.
- Сингер М., Лалич Дж. Вторжение на рабочем месте // Журнал практического психолога, 2008, № 4. — С. 155—187.
- Стахельски А. Террористов делают, ими не рождаются: Сотворение террористов посредством социально-психологического обусловливания // Религия сегодня. Вып. третий. 2008. — Астана: Национальный информационный ресурсный центр НПО Республики Казахстан (НИРЦ НПО РК), 2008. — С. 32—40. (копия)
- Мишель И. Культовая травма и реабилитация // Исцеление от «рая»: реабилитация и самопомощь при социальной зависимости. — СПб.: Речь, 2008. — С. 44—136.
- Вольфберг В. Реабилитация пострадавших от группового психологического насилия и от авторитарных лидеров // Исцеление от «рая»: реабилитация и самопомощь при социальной зависимости. — СПб.: Речь, 2008. — С. 209—337.

прочие переводы
- Хью Пратер. Заметки для себя: обретение моего «Я».
- Хью Пратер. Я прикасаюсь к земле, земля прикасается ко мне.

## Публикации в российской и зарубежной периодике
- Волков Е. Н. Психологическая (без)опасность: миф или реальность // Школьный психолог, 2000, № 5.
- Волков Е. Н. Депрограммированная обезьяна и автоматизированная индюшка // Школьный психолог, 2000, № 6.
- Волков Е. Н. Подарок с нагрузкой // Школьный психолог, 2000, № 7.
- Волков Е. Н. Средства массовой иллюзионистики // Школьный психолог, 2000, № 45—46.
- Волков Е. Н. Разумная и реалистичная технология человекопользования-1: GPS для клиента… ну, и для консультанта // Медичній газета «Здоров’я України». № 6/1, апрель 2007.
- Волков Е. Н. Разумная и реалистичная технология человекопользования — 2: решаем проблемы или развлекаем(ся) // Медичній газета «Здоров’я України». № 12, июнь 2007.
- Волков Е. Н. Терапия кривых очков, или Протрите глаза, сапиенсы! Некоторые особенности национальной психотерапии // Медичній газета «Здоров’я України». № 23/1, декабрь 2006.
- Волков Е. Н. Тренинг как шаманство, как маркетинг и как научный социоинженерный продукт // Еженедельник АПТЕКА (Киев, Украина). — № 3 (574), 22 января 2007.
- Волков Е. Н. Разумная и реалистичная технология человекопользования — 1: GPS для клиента… ну, и для консультанта // Здоров’я України ХХІ сторіччя. № 6/1, апрель 2007.
- Волков Е. Н. Разумная и реалистичная технология человекопользования — 2: решаем проблемы или развлекаем(ся) // Здоров’я України ХХІ сторіччя. № 11/1, июнь 2007. — C. 68.
- Волков Е. Н. Разумная и реалистичная технология человекопользования — 3: принципы и практика РЭПК / Е. Н. Волков // Часть 1. Принципы РЭПК // Медичній газета «Здоров’я України ХХІ сторіччя». — № 23/1, декабрь 2007. — С. 66—67.
- Волков Е. Н. Разумная и реалистичная технология человекопользования — 3: принципы и практика РЭПК. Часть 2. Практика РЭПК: обучение отказу от должнонанизма и переходу к здоровым удовлетворяющим интимным отношениям с жизнью и самим собой // Здоров’я України ХХІ сторіччя, 2008. № 7/1. — C. 79—82.
- Волков Е. Н. Разумная и реалистичная технология человекопользования — 3: принципы и практика РЭПК / Е. Н. Волков// Часть 2. Практика РЭПК: обучение отказу от должнонанизма и переходу к здоровым удовлетворяющим интимным отношениям с жизнью и самим собой // Медичній газета «Здоров’я України ХХІ сторіччя», № 206, апрель, 2008.
- Волков Е. Н. Антимиры больного сознания как рыночный продукт: галактические войны «церкви саентологии» на поле медицины и психотерапии // Здоров’я України ХХІ сторіччя, 2008. № 12/1. — C. 54—56.
- Волков Е. Н. Консультирование по случаям интенсивной манипуляции и социальной зависимости: специфика, подходы и техники // Здоров’я України ХХІ сторіччя, 2008. № 23/1. — C. 66—67.
- Волков Е. Н. «Целительство», манипуляция и самообман: иррациональность человека против его здоровья // Здоров’я України — ХХІ сторіччя, № 22/1, ноябрь, 2009. — С. 51-52.
- Волков Е. Н. Консультирование по случаям интенсивной манипуляции и социальной зависимости: реабилитация и профилактика // Здоров’я України — ХХІ сторіччя, № 5/1, март 2009. — С. 51—52.
- Волков Е. Н. Консультирование по случаям интенсивной манипуляции и социальной зависимости: методы и содержание // Здоров’я України — ХХІ сторіччя, № 11/1, июнь 2009. — С. 52—53.
- Волков Е. Н. «Целительство», манипуляция и самообман: иррациональность человека против его здоровья (заключительная часть) //Здоров’я України — ХХІ сторіччя. Неврология. Психиатрия. Психотерапия, 2010. — № 1. — C. 70—71.
- Волков Е. Н. Клиент всегда… // Здоров’я України — ХХІ сторіччя. Неврология. Психиатрия. Психотерапия, 2010. № 3(14). — C. 50—51.
- Волков Е. Н. Клиент везде…, или Мифы консультирующего мышления // Здоров’я України — ХХІ сторіччя. Неврология. Психиатрия. Психотерапия, 2010. № 4(15). — C. 46—47.
- Волков Е. Н. Консультирование как обучение, или О недоученности консультантов // Здоров’я України — ХХІ сторіччя. Неврология. Психиатрия. Психотерапия, 2010. — № 2 (23). — C. 58—59.
- Волков Е. Н. Пустота в квадрате: социальные проблемы и психологическое консультирование// Здоров’я України — ХХІ сторіччя. Неврология. Психиатрия. Психотерапия, 2011. — № 2, март. — C. 74—75.
- Волков Е. Н. Консультирование и психотерапия как социальная инженерия // Здоров’я України — ХХІ сторіччя. Неврология. Психиатрия. Психотерапия, 2011. — № 2, июнь. — C. 66—67.